# Район Сяншань
Район Сяншань (кит.: 香山區) — район в місті провінцйного підпорядкування Республіки Китай Сіньчжу.

## Географія
Площа району Сяншань на 10 вересня 2017 становила близько 54,8491 км².

## Населення
Населення району Сяншань на 2010 становило близько 72 649 осіб. Густота населення становила 1324,5 осіб/км².